# Чернецовка
Чернецо́вка — село в Большеуковском районе Омской области России, административный центр Чернецовского сельского поселения.

## История
Селение заведено в 1909 году как переселенческий посёлок в Рыбинской волости Тарского уезда Тобольской губернии белорусскими переселенцами из Витебской губернии.
В 1910 году по журналу общего присутствия Тобольского губернского управления от 18 декабря № 823, из переселенцев водворённых на участке Елесино-Тарбажинском Рыбинской волости в числе 15 семей наличных 52 мужского и 45 женского пола душ, разрешено образование самостоятельного сельского общества с наименованием его «Чернецовским» с причислением в административном отношении к Рыбинской волости.
В 1911 году посёлок передан в Форпостскую волость.
На 1926 год имелось 47 хозяйств и 248 человек.
На 1991 год село являлось центром совхоза «Чернецовский».

## Инфраструктура
На 2011 год имелась школа, детский сад, библиотека, сельская администрация, администрация сельского поселения, 2 СПК («Чернецовский», «Колос»), 3 крестьянских (фермерских) хозяйства («Светлана», «Пчёлка», «Кипрей»), дом-интернат для пожилых людей и инвалидов «Чернецовский».
Улицы в селе: Иванова, Лесная, Молодёжная, Придорожная, Совхозная, Солнечная, Спортивная, Тарбажинская, Центральная. Переулки: Иванова, Совхозный.

## Население
- 1910 — 97 человек (52 м — 45 ж);
- 1926 — 245 человек (128 м — 117 ж);
- 2008 — 483 человека.

| 1926 | 2002 | 2010 | 2021 |
| ---- | ---- | ---- | ---- |
| 245  | ↗533 | ↘419 | ↘173 |